# Conops argentispatium
Conops argentispatium är en tvåvingeart som beskrevs av Enrico Adelelmo Brunetti 1929. Conops argentispatium ingår i släktet Conops och familjen stekelflugor.
Artens utbredningsområde är Uganda. Inga underarter finns listade i Catalogue of Life.